# 萬煙谷

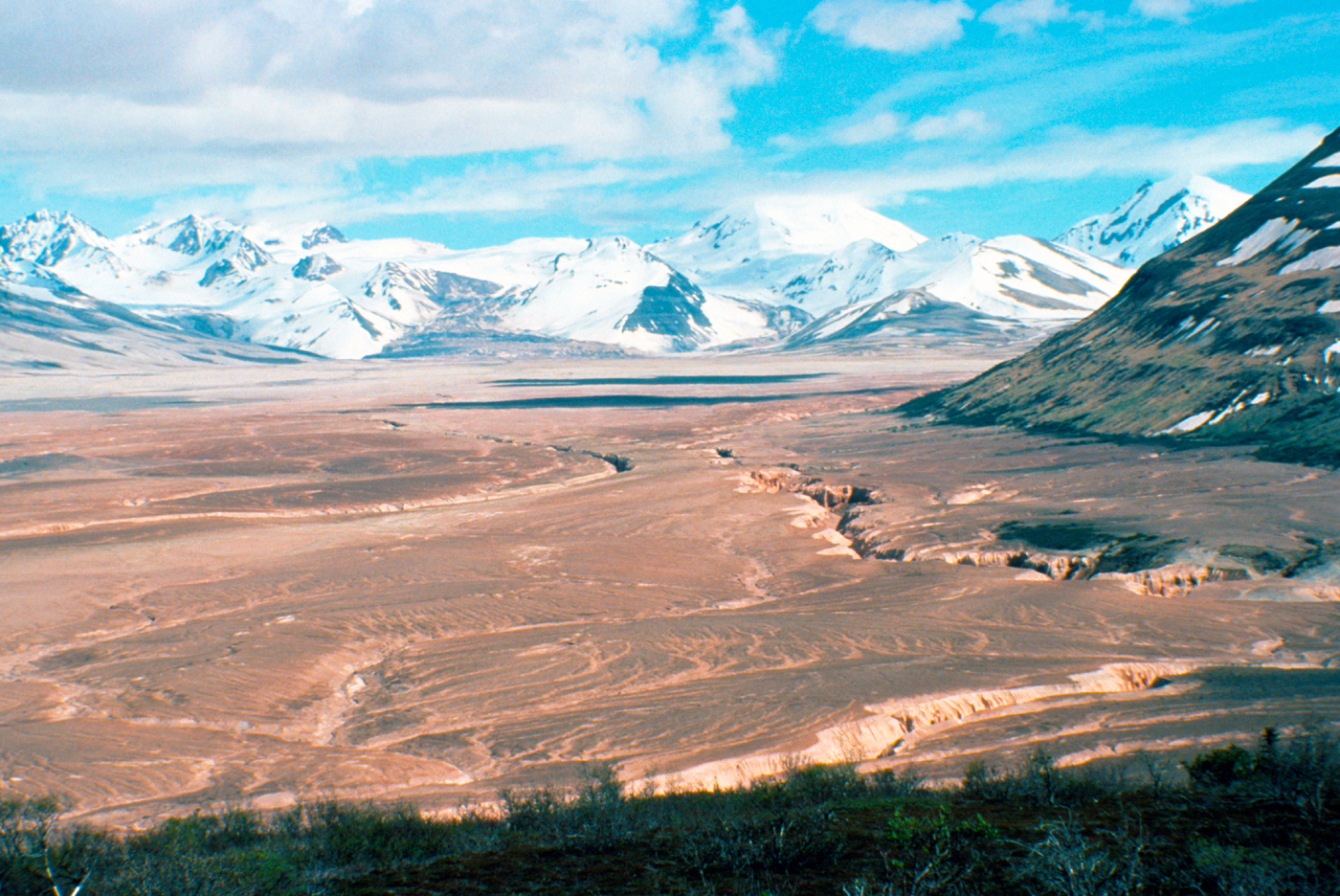
遠眺萬煙谷

萬煙谷（英語：Valley of Ten Thousand Smokes）是北美洲火山勝景，該谷地充滿了諾瓦拉普塔山爆發時噴出的火山灰，以及各種火山噴氣孔。萬煙谷位於美国阿拉斯加州安克拉治西南425公里的卡特邁國家公園和自然保護區中。面積約為145平方（56平方英里）。屬環太平洋火山地震帶，火山活動活躍，地震頻繁。

## 形成
1912年6月1日阿拉斯加半島爆發大地震，6月6日，大地震5天後，卡特邁火山猛烈噴發，頂端被炸毀崩塌，形成長4.8公里，寬3.2公里的火口湖，從湖面至岸壁頂部達1,100（3,600英尺），並在距卡特邁山約9.7（6.0英里）的山谷矗立著新生成的火山，被命名為諾瓦拉普塔山，附近的科的阿克島完全被火山掩埋。大約有13平方（5.0平方英里）的火山噴出物直衝雲霄，甚至進入了同溫層。這次火山爆發共產生了14次以上芮氏地震規模6~7的地震，以及上百次芮氏地震規模5的地震。周圍山谷被火山灰覆蓋，厚達210公尺（700英尺）。山谷中的動、植物被熾熱的煙灰炭化。火山氣體產生的酸雨波及遠在2,400（1,500英里）以外的維多利亞市。數天之後，華盛頓特區都依然能看到高空的煙霧，估計1912年夏季的北溫帶太陽輻射熱因此減少約10％。

## 命名由來
這次火山地震形成了數萬個火山噴氣孔，在火山灰堆積較薄和山谷的上部尤為密集，這些火山噴氣孔不斷地從地下噴出大量熾熱氣體，有的氣柱高達350米。4年後，國家地理學會的Robert F. Griggs到此考查，記載了如下的描述。
|  | 舉目所及，整個山谷充滿了數百個，不對，數千個，不！上萬個噴發著煙柱的裂縫。 |

噴出的煙柱經過4年，仍高達45米，煙柱在山谷上空形成巨大的煙霧層，經陽光照射，無數條彩虹色彩斑斕，極其壯麗。附近24平方公里範圍內，仍終年籠罩在水氣與火山煙中。Robert F. Griggs因而將此地命名為萬煙谷。

## 現況

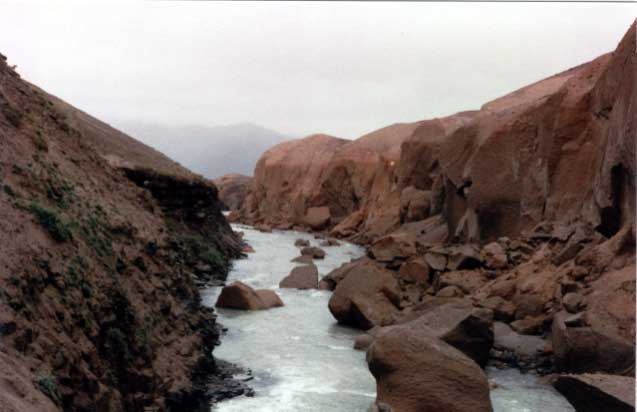
被Lethe河切割出的峽谷

之後萬煙谷這一特殊的自然景色，吸引了大批遊客前往游览，1918年美國正式設立卡特邁國家公園。目前，山谷中火山活動已大為減弱，僅剩下12個噴氣孔。苔蘚、藻類在噴氣孔周圍生長，一些高等植物也開始出現於谷底。動物難以棲息，但麋鹿、熊有時會出沒。进入山谷参观的游客通常从布鲁克斯营乘坐32公里的巴士进入景区，这条公路也是卡特迈公园里的唯一一条通路。

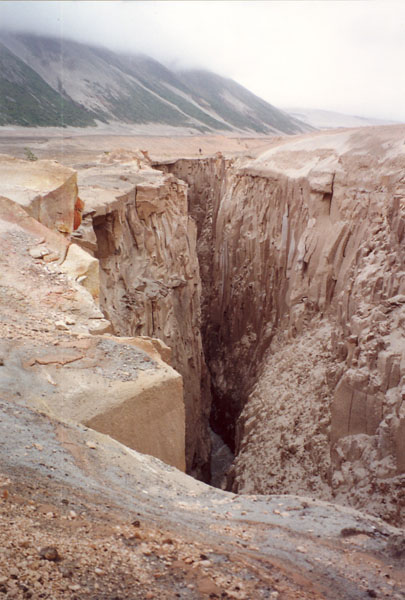
小刀河谷

因其自然景觀與月球相似，1960年代美國將千瘡百孔、滿目荒涼的萬煙谷作為假想的月面，作為「阿波羅登月計劃」太空人的訓練場地，故萬煙谷也有地球上的月面之稱。
这些充满灰烬的山谷覆盖了40平方英里（100平方）的区域，最深的地方达到了700英尺（210）。在一些地方，山谷被莱瑟河冲刷，使得观察者可以看到火山流灰形成的地层。火山灰冷却后，大多数喷气孔如今都处于熄灭状态，而且尽管名为“万烟谷”，它们大多不再弥漫着烟雾。火山活动的迹象仍然可见。卡特迈火山最近的一次喷发发生在1927年，不过在2003年左右之后至今发生过非喷发的火山活动。阿拉斯加火山觀測所一致检测着这里的的火山活动活动，以此为中心15公里的范围内的在卡特迈火山群有5个成层火山。

## 外部連結
- Alaska Volcano Observatory page on Katmai （页面存档备份，存于）
- 該區域地圖 （页面存档备份，存于）

58°20′12″N 155°14′21″W / 58.33667°N 155.23917°W